# Ryan Paris
Ryan Paris, születési nevén Fabio Roscioli (Róma,  1953. március 12. –) olasz énekes-dalszerző.
Az 1983-as "Dolce Vita" című slágerével szerzett hírnevet magának, a dal szerzője és producere Perluigi Giombini volt.
A "Dolce Vita" az Egyesült Királyságban jelent meg a Carrere Records kiadótól, és az RCA kiadó forgalmazta. 10 hétig volt az angol kislemezeladási toplistán, az 5. helyet megszerezve.
Paris további lemezeket adott ki a 80-as évek közepén és a 90-es években, de nem tudta felülmúlni az első slágerének a sikerét. 2010-ben visszatért az "I wanna love you once again" című új dallal, aminek a szövegét és a dallamát is ő szerezte. A dal népszerűvé vált a 80-as évekbeli rajongói körében. 2010 végén társproducerként kiadta a "Dolce Vita"-nak egy remix változatát, ami az 54. helyet érte el a hivatalos francia club charton.
2013-ban jelent meg "Sensation of Love" című új dala, amit ismét Ryan szerzett és a producere is ő volt, viszont egy bolgár énekesnő adta elő. A 15. helyet sikerült megszereznie a hivatalos bolgár lemezeladási listán. A dal 80-as évekbeli verziója az első helyet szerezte meg több mint 60 rádiócsatornán világszerte 2014 márciusában, társproducere Paris volt és Paris énekelte duettpartnerével, Valerie Florral.

## Diszkográfia

### Nagylemezek
- Ryan Paris (1984)
- I Successi (2000)
- The Best Of (2002)
- Dolce vita (2004)
- Let’s Do It Together (2004)
- Don't Let Me Down (2004)

### Kislemezek
- 1983: Dolce Vita
- 1984: Fall in Love
- 1984: Paris on My Mind
- 1984: Bluette
- 1985: Harry’s Bar
- 1988: Besoin d’amour
- 1989: Dolce Vita (Remix)
- 1991: Dolce Vita / Fall in Love
- 1992: The Beat Goes On
- 1993: Don’t Let Me Down
- 1994: Mr. Jones
- 1995: It’s My Life (Gen 64 feat. Ryan Paris)
- 1997: Only for You (Favilli feat. Ryan Paris)
- 1999: Dolce Vita ’99
- 2009: Dolce Vita (re-master)
- 2010: I Wanna Love You Once Again
- 2010: In Love Again
- 2011: Tiki–Tiki–Tiki
- 2012: Parisienne Girl (80’s Remix)
- 2013: Sensation of Love
- 2013: Yo quiero amarte una vez mas
- 2015: Together Again

## Fordítás
- Ez a szócikk részben vagy egészben  a   Ryan Paris című angol Wikipédia-szócikk fordításán alapul.  Az eredeti cikk szerkesztőit annak laptörténete sorolja fel. Ez a jelzés csupán a megfogalmazás eredetét és a szerzői jogokat jelzi, nem szolgál a cikkben szereplő információk forrásmegjelöléseként.